# Liqueur d'expédition

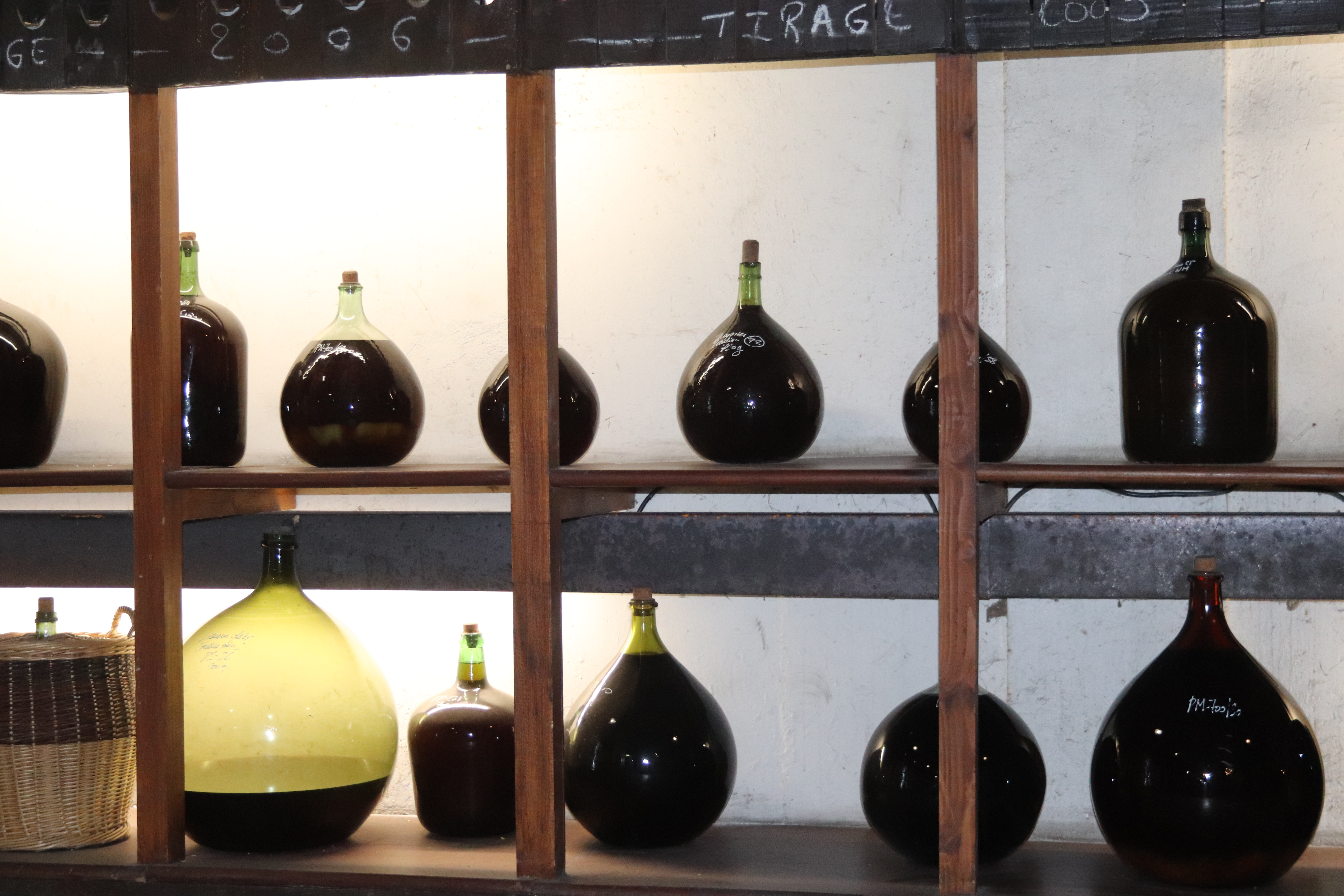
Liqueur d'expédition

De liqueur d'expédition of liqueur de dosage is de vloeistof waarmee een fles champagne na de dégorgement van de fles wordt aangevuld om het verlies te compenseren. De Liqueur d'expédition is bij ieder champagnehuis en ook per product verschillend en wordt op basis van champagne samengesteld.
Tijdens de dégorgement, die tegenwoordig meestal "à la glace" wordt uitgevoerd, wordt de hals bevroren in pekel en daarna wordt de kroonkurk eraf gehaald. De hoge druk in de fles zorgt ervoor dat de gist die zich in de hals heeft verzameld, wordt weggeschoten.

De "dosage", het suikeraandeel, van de liqueur d'expédition bepaalt of de fles als "brut nature", "extra brut", "brut", "extra sec", "sec", "demi sec" of zelfs "doux" in de handel wordt gebracht. Brut nature betekent dat er in de liqueur d'expédition geen suiker heeft gezeten. Aan het andere einde van het spectrum bevat de "doux" champagne meer dan 50 gram suiker per liter. In de liqueur d'expédition kan ook wat cognac zijn verwerkt.

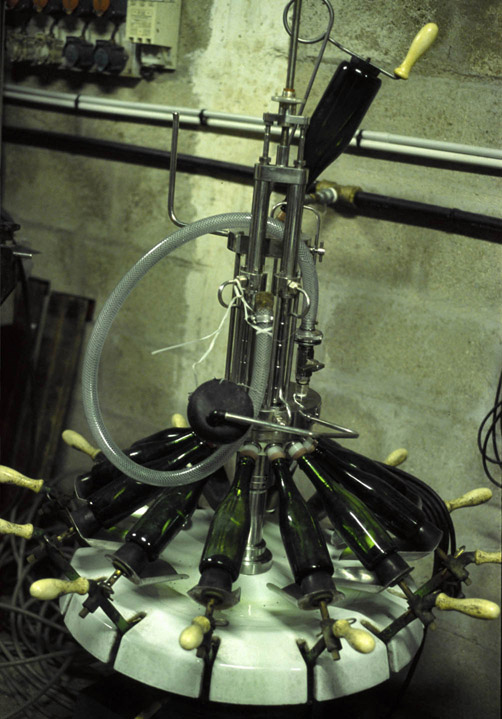
Doseermachine voor de liqueur d'expédition

Nadat de fles met de liqueur d'expédition is aangevuld, wordt de kurk aangebracht. Deze wordt met de door Dom Pérignon uitgevonden metalen muselet vastgemaakt aan de hals.